# Gare de Jonchery-sur-Vesle
Gare de Jonchery-sur-Vesle vasútállomás Franciaországban, Jonchery-sur-Vesle településen.

## Vasútvonalak
Az állomást az alábbi vasútvonalak érintik:
- Soissons-Givet-vasútvonal

## Kapcsolódó állomások
A vasútállomáshoz az alábbi állomások vannak a legközelebb:
- Gare de Breuil - Romain
- Gare de Muizon